# Hansa-Brandenburg
Hansa und Brandenburgische Flugzeugwerke GmbH (più comunemente Hansa-Brandenburg) era una società tedesca produttrice di aerei della prima guerra mondiale.

## Storia
Venne fondata nel maggio 1915 con l'acquisto da parte del finanziere Camillo Castiglioni della Brandenburgische Flugzeugwerke GmbH e della Hansa-Flugzeug-Werke Hamburg Carl Caspar che egli fuse con la sua Deutsche Aero-Gesellschaft Ag che aveva fondato nel 1914. La fabbrica fu spostata da Liebau a Brandenburg am Havel. Ernst Heinkel capo ingegnere venne confermato per le sue competenze. Nell'autunno del 1915, divenne il primo produttore tedesco di aerei, con un capitale di 1 500 000 Mk, 1 000 addetti, e due fabbriche addizionali - una a Rummelsburg, Berlino, ed un'altra a Wandsbech, Amburgo.
Sebbene la costruzione dei velivoli avvenisse presso gli stabilimenti in Germania, Castiglioni era austriaco, e molti dei modelli sviluppati dall'Hansa-Brandenburg destinati alla k.u.k. Luftfahrtruppen vennero prodotti su licenza dalle aziende austro-ungariche Phönix Flugzeugwerke e Ungarische Flugzeugfabrik (Ufag). La società divenne nota per una serie di successo di caccia idrovolanti e da ricognizione usati dalla marina imperiale tedesca durante la guerra. Hansa-Brandenburg non sopravvisse alla prima guerra; infatti venne chiusa nel 1919. Un certo numero di modelli vennero prodotti in altri paesi tra i quali i più rilevanti in Finlandia e Norvegia.